# 오퍼레이션 메콩
《오퍼레이션 메콩》(湄公河行动)은 2016년에 개봉한 중국, 홍콩의 액션 영화이다.

## 줄거리
메콩강을 지나던 중국 선원 13명이 매복한 괴한들의 공격을 받아 모두 익사체로 발견된다. 현장에서 90만 정에 이르는 마약이 발견되자 중국 정부는 라오스, 태국, 미얀마 3개국 경찰 당국과 합동 작전을 펼친다. 마침내 사건의 배후로 마약왕 ‘누노카’(파왈리트 몽콜피싯)이 지목되고 그를 생포하기 위해 특수경찰대가 파견된다.
성공한 사업가로 위장한 특수경찰팀의 리더 ‘가오강’(장한위)는 수년 동안 위장경찰로서 활약해온‘팡신우’(펑위옌)의 도움으로 조직의 핵심인물의 신뢰를 얻는데 성공한다. 마약 밀매, 납치, 살인 등 범죄를 저지르는 마약 조직원들의 감시를 피해 ‘가오강’(장한위)와 ‘팡신우’(펑위옌)은 마침내 마약왕 ‘누노카’(파왈리트 몽콜피싯)의 은신처에 도착한다.
하지만 순조롭게 마무리될 것 같던 잠입수사는 또 다른 위기를 맞게 되는데…

## 출연
- 펑위옌 - 팡신우
- 장한위 - 가오강
- 풍문연